# Michael Dante DiMartino
Michael Dante DiMartino (Shelburn (Vermont), 18 juli 1974) is een Amerikaanse regisseur van animatiefilms en televisieseries. Hij is bekend als een van de bedenkers van Avatar: The Last Airbender (21 februari 2005 - 19 juli 2008) en de spin-off serie The Legend of Korra beide ontwikkeld voor Nickelodeon. 

## Loopbaan
Voor zijn werk aan de Avatarseries werkte DiMartino bij Film Roman waar hij onder andere werkte aan Family Guy, King of the Hill en Mission Hill. In 2003 regisseerde hij tevens zijn eigen geanimeerde kortfilm Atomic Love, die te zien was op een select aantal filmfestivals. 
In een interview uit 2010 liet de president van Nicklodeon, Cyma Zarghami weten dat DiMartino en Bryan Konietzko werken aan een nieuwe serie voor het netwerk, die The Legend of Korra zal heten. Deze serie ging in première op 14 april 2012. Het eerste seizoen bestond uit 12 aflevering en op 13 september 2013 ging het tweede seizoen Spirits in première. Het derde en vierde seizoen, respectievelijk Change en Balance genoemd, bestaan beide uit 13 afleveringen.
Op 16 juli 2019 verscheen Avatar, The Last Airbender: The Rise of Kyoshi waarvan DiMartiono en Y.C. Lee de auteurs zijn.